# Přeložka toku
Přeložka toku je stavba určená ke svedení původního koryta vodního toku, řeky nebo potoka do jiné vedlejší oblasti nebo jiné trasy.
V Česku i ve světě se tento postup používá v případě nutnosti nebo potřeby pozměnění trasy toku. Důvody takovýchto zásahů jsou např. ochrana majetku před povodněmi, výstavba průmyslových areálů a jiné infrastruktury, povrchová těžba v okolí.
V Česku se s tímto postupem můžeme setkat především v oblasti severočeské hnědouhelné pánve a Sokolovska. V těchto těžebně aktivních lokalitách si postup těžby uhlí a souvisejících surovin vyžádal přeložky mnoha toků.
Obecně se jedná o negativní zásah do životního prostředí, protože narušuje fungování ekosystémů vodních toků.

## Způsob přeložení
Přeložení vodních toků probíhá vytvořením nového koryta a svedením současného koryta do nově postaveného. Přeložky toků jsou většinou zpevněné břehy a nebo vybetonové kynety.
V České republice je asi nejznámějším případem přeložení vodního toku přeložka řeky Bíliny v úseku Chomutov – Komořany, kde z důvodů složitých geologických poměrů okolí byl tok zatrubněn. Tak mohla řeka téct po Ervěnickém koridoru.

## Přeložky vodních toků v Česku
- Přeložka Šramnického a Černického potoka